# Sebastià Badia i Gibert
Sebastià Badia i Gibert (Badalona, 1824-1888) fou un polític badaloní. Alcalde de Badalona durant el Sexenni Democràtic, diverses vegades en el període de 1868-1874. Fou un maçó destacat, presidí la Lògia Betulo i el 1880 fou un dels fundadors de la Gran Lògia Catalana. En fou Gran Mestre Adjunt, en grau 33è.
Just després de la revolució Gloriosa de 1868, que va fer caure la monarquia d'Isabel II, a Badalona es va constituir un comitè revolucionari per un grup de personalitats de la ciutat que gaudien de solvència moral. Arribat el general Joan Prim el 3 d'octubre a la vila, es va nomenar un ajuntament interí, del qual Badia en fou nomenat alcalde.
El desembre es van celebrar eleccions a Badalona, per primera vegada per sufragi universal –masculí– però només votaren 1.632 persones del total de 2.685 del cens. Badia va esdevenir el primer alcalde electe després de la revolució. Al capdavant del nou consistori hagué de fer front a una gran inestabilitat polític i una crisi econòmica general, que afectà a Badalona en diversos graus, però també una època en què sorgeixen noves coses a la ciutat, com el Teatre Zorrilla o el setmanari El Eco de Badalona, fundat el 1868, del qual Badia en va ser redactor, però que tindrà una curta durada, car tancà l'any següent.
El seu mandat també visqué constants canvis polítics, passant pel regnat d'Amadeu I, monarca al qual va rebre a la ciutat el 22 de desembre de 1871, i li oferí un dinar a la casa consistorial, per després realitzar visites a diferents indústries ubicades a Badalona. Badia va rebre d'Amadeu la Creu de primera classe de l'Orde del Mèrit Militar, per haver recolzat a les autoritats i a l'exèrcit durant les insurreccions carlines i republicanes a Catalunya durant el 1869.
Després de l'abdicació d'Amadeu I, en el primer any de la Primera República, el 1873 Badia és nomenat capità d'un batalló de voluntaris, encarregat de la defensa del sistema republicà. Fou segrestat, encara durant el seu mandat, pels carlins el juny de 1874, per no haver satisfet a les demandes econòmiques imposades a l'ajuntament, i va ser dut a Òrrius, on un jove Leopold Botey, conegut seu, el va reconèixer i va aconseguir que el rector Miquel Ballarà intercedís per Badia davant dels carlins i l'ajudés a tornar a Badalona.